# Colonia Ofir
Colonia Ofir je jedno od područja u Urugvaju koje većinski naseljavaju Rusi. Naselje je smješteno u departmanu Río Negro u blizini još jednog ruskog naselja, San Javiera.
Naselje su 1966. godine osnovali pravoslavni starovjerci.

## Poveznice
- Rusi u Urugvaju
- San Javier